# خلع الكتف

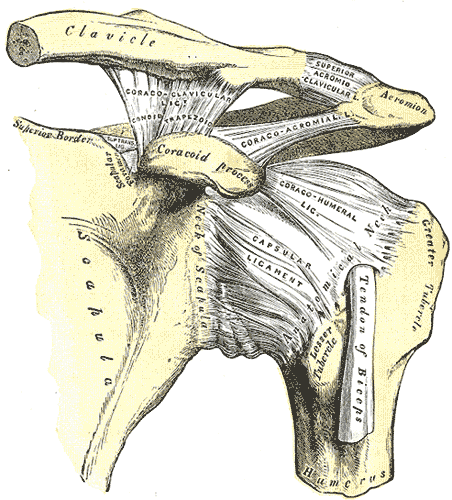

خلع الكتف (بالإنجليزية: Dislocated shoulder) يحدث عندما تنفصل عظمة العضد عن عظمة لوح الكتف في مفصل الكتف. يتميز الكتف بمدى واسع من الحركة أكبر من أي مفصل آخر، وهذا يجعله أقل ثباتا وأكثر عرضه للخلع الجزئي والخلع الكامل. يمثل خلع مفصل الكتف مايقرب من نصف حالات خلع المفاصل في أقسام الطوارئ الطبية بالمستشفيات.

## الاعراض
ألم واضح، في بعض الاحيان يمتد بطول الذراع
عدم القدرة على تحريك الذراع، خصوصا في الوضعيات البعيدة عن الجسم
تنميل في الذراع
خلع الكتف يكون مرئيا
العظم بجانب الكتف لا يمكن الاحساس به

## التشخيص
كثيراً ما يشتبه تشخيص لخلع الكتف استناداً إلى تاريخ المريض والفحص البدني. يتم إجراء الصور الشعاعية لتأكيد التشخيص. معظم الاضطرابات في مفصل الكتف تظهر في الصور الشعاعية. قد يكون من الصعب الكشف بالصور الشعاعية بأخذها من المنظر الامامى للخلع الخلفي، ولكن يمكن أخذها بسهولة في الوضعيات الأخرى. بعد رد الكتف المخلوع عادة ما تتكرر الصور الشعاعية للتأكد من النجاح في رد الكتف والكشف عن الأضرار العظمية. بعد الخلع المتكرر للكتف يمكن استخدام التصوير التصوير بالرنين المغناطيسي النووي لتقييم الضرر الأنسجة اللينة. في ما يتعلق بالخلع المتكرر للكتف، يتم إجراء اختبار مفيد في تحديد الرياضيين الذين مهيئون لخلع الكتف مستقبلا".
يوجد ثلاث أنواع منه: أمامى، خافى، سفلى.

### الخلع الأمامي
- يمثل 95% من خلع الكتف

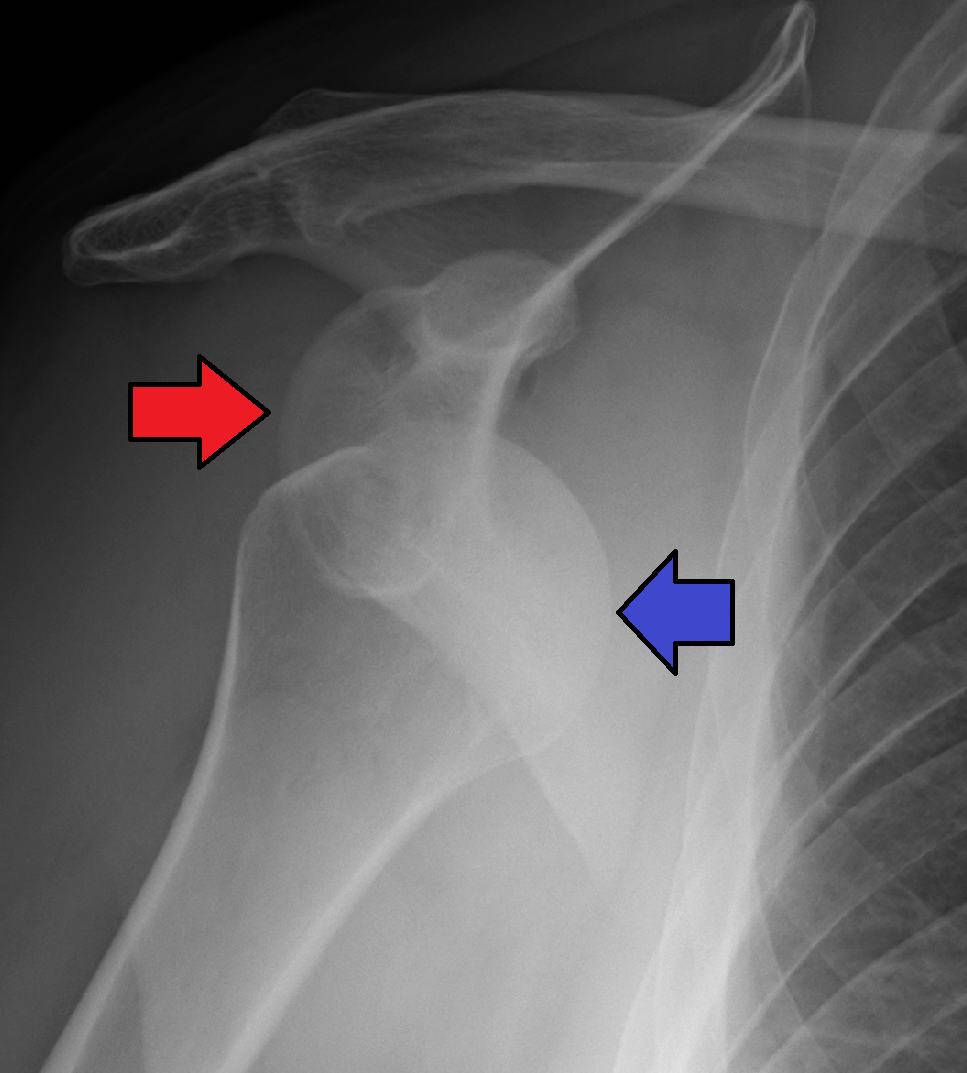
الخلع الأمامي للكتف

- عادة تسببها ضربة مباشرة إلى الذراع أو الوقوع على ذراع في وضع مستقيم
- المريض عادة يحمل الذراع المصاب بذراعة الآخر
- يحدث أيضا ضرر بالشريان الابطى والعصب الابطى وتضعف العضلة المغذية هذا العصب
- المريض يكون غير قادر على رفع ذراعة المصاب من زاوية 15 درجة بعيدا عن الجسم

### الخلع الخلفي

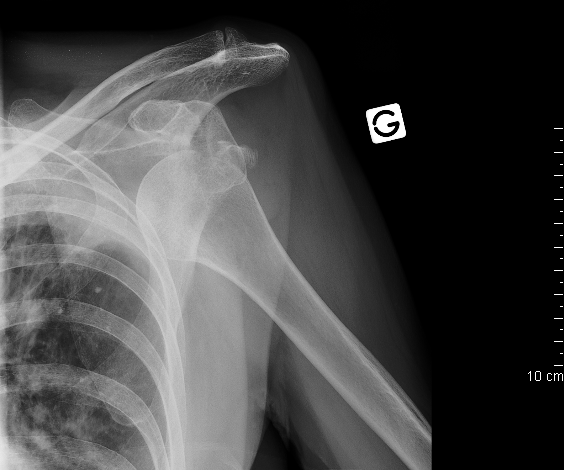
الخلع الخلفي للكتف

يحدث نتيجة انقباض العضلات الناتجة عن صدمة كهربية، نوبة صرع، عدم توازن العضلات المحيطة بالكتف
المريض يحمل عادة ذراعه بصوره دائرية اللى الداخل والعضلات المحيطة بالكتف تضعف أيضا
هذا النوع سببه غير معروف ويحدث عادة لدى كبار السن

### الخلع السفلي

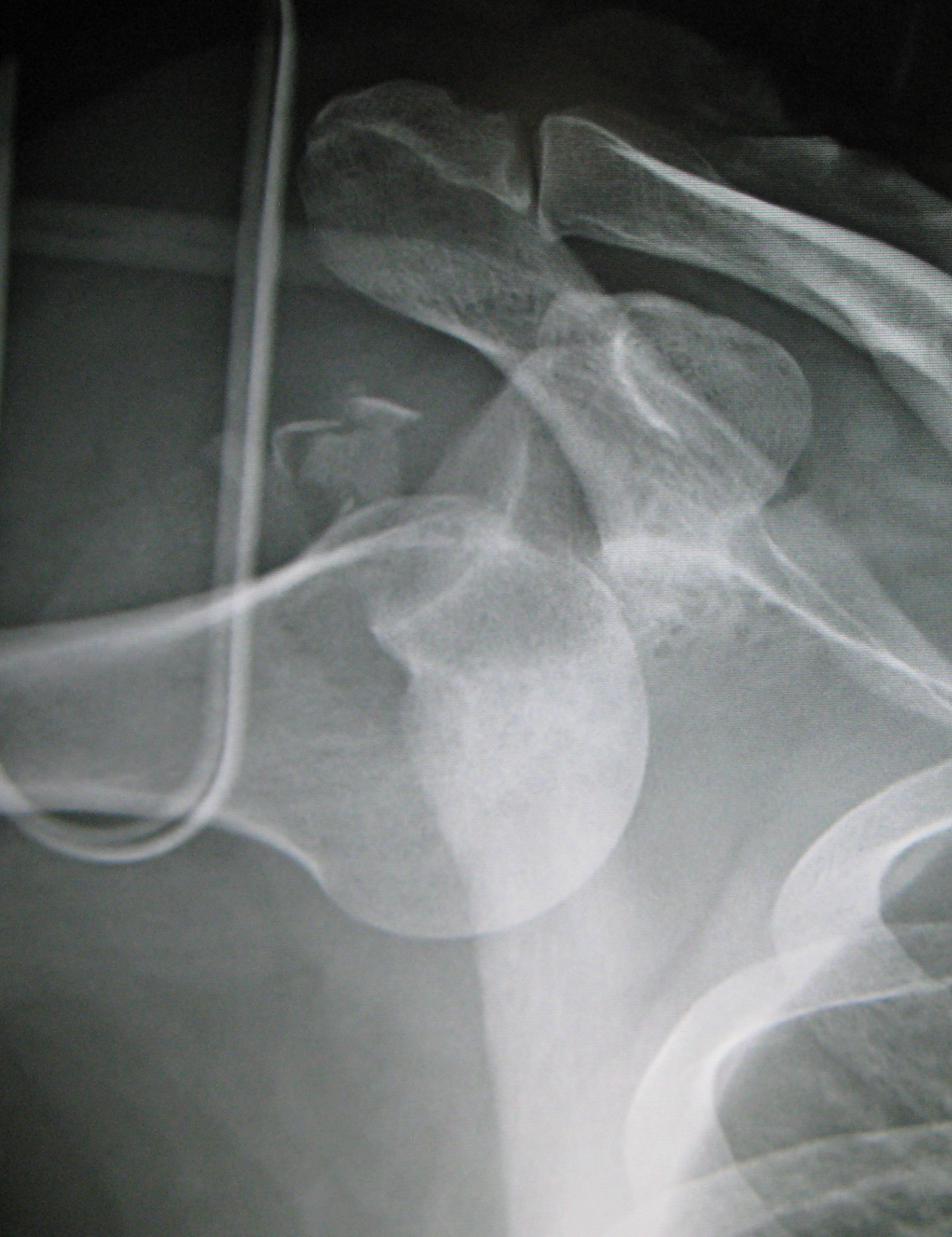
الخلع السفلي للكتف

يمثل 1% حيث انه اقل حدوثا من الانواع الأخرى
هنا نجد ان المصاب يحمل ذراعه إلى الاعلى اسفل الرأس
هذا النوع يصاحبه اضرار بالغة كاصابة الشرايين، الاعصاب، اوتار العضلات، الاربطة حسب طريقة الإصابة

## العلاج
ينبغي التماس العلاج الطبي الفوري للخلع المشتبه فيه. عادة، يتم الاحتفاظ بالكتف في موضعه الحالي باستخدام جبيرة أو حبال، قد توفر الدعامة وسادة بين الذراع والجذع وزيادة الراحة. أيضا المسكنات القوية ضرورية لتهدئة الألم والشدة المرتبطة به.
يقوم الاطباء برد المفصل المخلوع إلى مكانه بطريقتين هما: أليز، هيبوكرات.
هناك أيضا علاج عن طريق تقوية عضلات الكتف كبديل لإجراء العملية ولكن نتائجه ليست مرضية حتى الآن.
جراحة المنظار تطورت من إصلاح بانكارت واثبتت عدم الاستقرار الأمامي من الكتف. ومع ذلك، ثبت أن معدل الفشل بعد إصلاح بانكارت زيادة ملحوظة في المرضى الذين يعانون من فقدان العظام كبيرة من جلينويد في مثل هذه الحالات أبلغ عن نتائج محسنة مع بعض أشكال تعزيز العظام من جلينويد مثل عملية لاتارجيت.
على الرغم من أن الخلع الخلفى للكتف أقل شيوعاً بكثير، عدم ثبات المفصل لايتغير، ومرة أخرى قد يكون شكلاً من أشكال التعزيز العظام المطلوبة لمكافحة عدم الاستقرار.
لا تزال تلك الحالات التي تتسم بعدم الاستقراأخفقت في الاستجابة لإعادة التأهيل، والتي تقع تحت تصنيف أمبري وأشار سابقا إلى هناك. وهذا يحدث عادة بسبب كبسولة يفوق طاقتها وزائدة عن الحاجة التي لم يعد يوفر الاستقرار أو الدعم. تقليديا هذا قد استجابت أيضا إلى إجراء 'ريفينج' المعروفة باسم التحول الحافظة أقل شأنا أكثر مؤخرا، قد نفذ هذا الإجراء المنظار الداخلي، بدلاً من الجراحة المفتوحة، مرة أخرى مع النتائج قابلة للمقارنة ومؤخرا، الإجراء قد نفذ باستخدام تكنولوجيا الترددات الراديوية لتقليص كبسولة الكتف زائدة عن الحاجة، على الرغم من أن النتائج طويلة الأجل لهذا التطور غير مثبتة حاليا.

## توقعات الشفاء
- نسبة تكرار خلع الكتف الامامى هي 20%
- يحدث أكثر في الرجال عن النساء